# Сергеев, Максим Иванович
Максим Иванович Сергеев (15.09.1926 — 10.05.1987) — буровой мастер Усть-Балыкской конторы бурения треста «Сургутбурнефть» Главтюменнефтегаза.

## Биография
Родился 15 сентября 1926 года в деревне Николаевка Республики Башкортостан. Рано потерял родителей, воспитывался в семье деда. Трудовую деятельность начал в 1942 году комбайнёром Кондинской машинно-тракторной станции.
В 1943 году был призван в Красную Армию. Участник Великой Отечественной войны. Был ранен.
После войны был демобилизован. Окончил школу рабочей молодёжи. С 1950 года работал на буровых установках в Башкирской АССР: верховой рабочий, помощник бурильщика, бурильщик.
В 1964 году одним из первых приехал в Ханты-Мансийский автономный округ. Работал буровым мастером Нефтеюганского управления буровых работ Главтюменнефтегаза. Бригада М. И. Сергеева участвовала в разбуривании Усть-Балыкского, Правдинского, Мамонтовского месторождений.
Его бригада была неизменным лидером движения скоростников, автором многих рекордных достижений Нефтеюганского УБР-1. Однажды они пробурили скважину за 19 дней вместо 3-4 месяцев, как бурились предыдущие скважины. Бригаде принадлежит Всесоюзный рекорд 1970 года: скважина глубиной 1700 метров была пробурена за 4 суток при норме 11 дней. Пятилетний план бригада выполнила досрочно 2 марта 1970 года.
М. И. Сергеев добился, чтобы все члены его бригады были буровиками высокой квалификации, искоренил нарушения трудовой дисциплины, вовлёк в изыскание технологических и организационных резервов. Коллектив бригады не допускал ни одной серьёзной аварии.
Опыт бригады по технологическому усовершенствованию процесса бурения, позволивший значительно сократить нормативные сроки и затраты, стал достоянием проходчиков Среднего Приобья, полезно применялся на буровых Сургута, Мамонтово, Мегиона, Шаима, Самотлора, Стрежевого. Широкий положительный резонанс получила новаторская идея бригады поставить буровую установку на железнодорожные рельсы. Такой способ её передвижения был удобен и экономичен в пределах одного куста, где бурилось несколько скважин. Также бригадой было усовершенствовано много инструментов и механизмов. Методы работы бригады М. И. Сергеева были рассмотрены на коллегии Министерства нефтяной промышленности и рекомендованы для внедрения в других районах страны.
Указом Президиума Верховного Совета СССР от 30 марта 1971 года за выдающие успехи в выполнении заданий пятилетнего плана по добыче нефти и достижение высоких технико-экономических показателей в работе Сергееву Максиму Ивановичу присвоено звание Героя Социалистического Труда с вручением ордена Ленина и золотой медали «Серп и Молот». Награды были вручены лично Генеральным секретарём ЦК КПСС Л. И. Брежневым.
С 1977 года — начальник смены районной инженерно-технологической службы УБР-1 «Юганскнефтегаз», с 1978 года — начальник районной инженерно-технической службы.
Был членом Нефтеюганского городского, Ханты-Мансийского окружного, Тюменского областного комитетов КПСС, депутатом Нефтеюганского горсовета, кандидатом в члены ВЦСПС. Избирался делегатом XXIV и XXV съездов КПСС. Кандидат в члены ЦК КПСС (1971—1981).
Жил в городе Нефтеюганск. Умер 10 мая 1987 года.
Награждён двумя орденами Ленина, орденами Отечественной войны 1-й степени, Трудового Красного Знамени, медалями.
Почётный нефтяник. Почётный гражданин города Нефтеюганск. Его имя было занесено на Доску Почёта ВДНХ СССР.
В 1989 году в Нефтеюганске на доме, в котором жил Герой, установлена мемориальная доска.